# Klirong (plaats)
Klirong is een bestuurslaag in het regentschap Kebumen van de provincie Midden-Java, Indonesië. Klirong telt 1528 inwoners (volkstelling 2010).